# Triebgestell

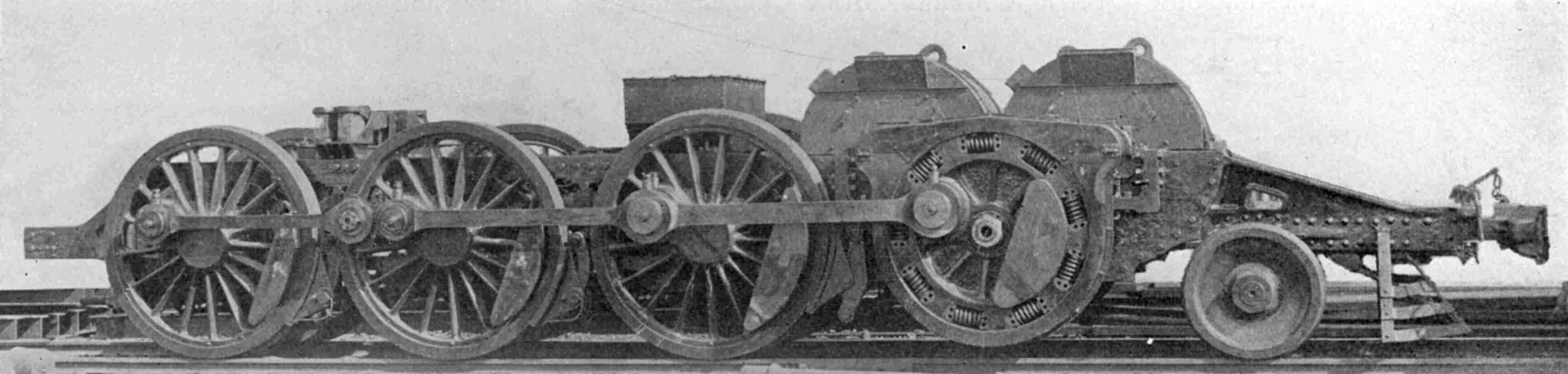
Triebdrehgestell der frühen
amerikanischen FF1-Elektrolokomotive Big Liz

Als Triebgestell wird bei Triebfahrzeugen des Schienenverkehrs eine Baugruppe bezeichnet, die aus einem tragenden Bauteil (meist ein Stahlprofilrahmen), darin eingesetzten bzw. gelagerten Treibradsätzen und dem Fahrantrieb (Fahrmotoren) besteht. Weitere Betriebseinrichtungen – wie beispielsweise die Teile der Bremsanlage – können dazukommen. 
Triebgestelle werden üblicherweise als komplette Baugruppe mit anderen Baugruppen zu einem kompletten Triebfahrzeug zusammengebaut, insbesondere, wenn Treibräder und Fahrmotoren nicht unverrückbar mit dem übrigen Fahrzeug verbunden werden.
So besteht etwa eine „Krokodil-Lokomotive“ der Baureihe SBB Be 6/8 aus drei Hauptteilen: zwei miteinander gekuppelten Triebgestellen und einer darauf abgestützten Brücke mit dem Lokomotivkasten.
In einzelnen Fällen werden Triebgestelle ohne weitere Anbauten oder eigene Steuereinrichtungen für den Antrieb von Zügen verwendet. Siehe auch die Entstehungsgeschichte der Preußische EP 213 bis EP 219 und Slug.

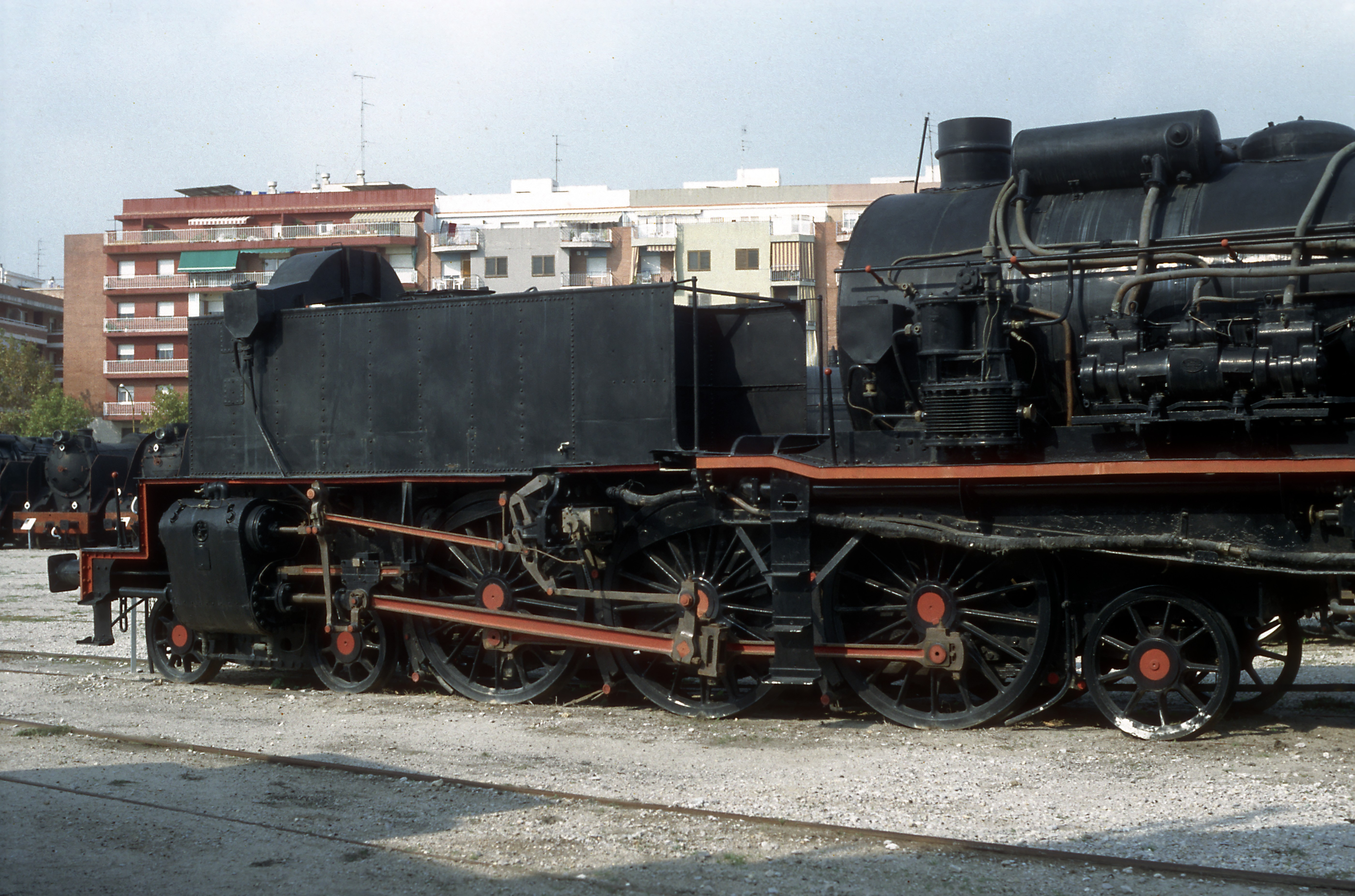
Vorderes Triebgestell einer spanischen Garratt-Dampflokomotive
Preußisches elektrisches Triebgestell EB 2, um 1911
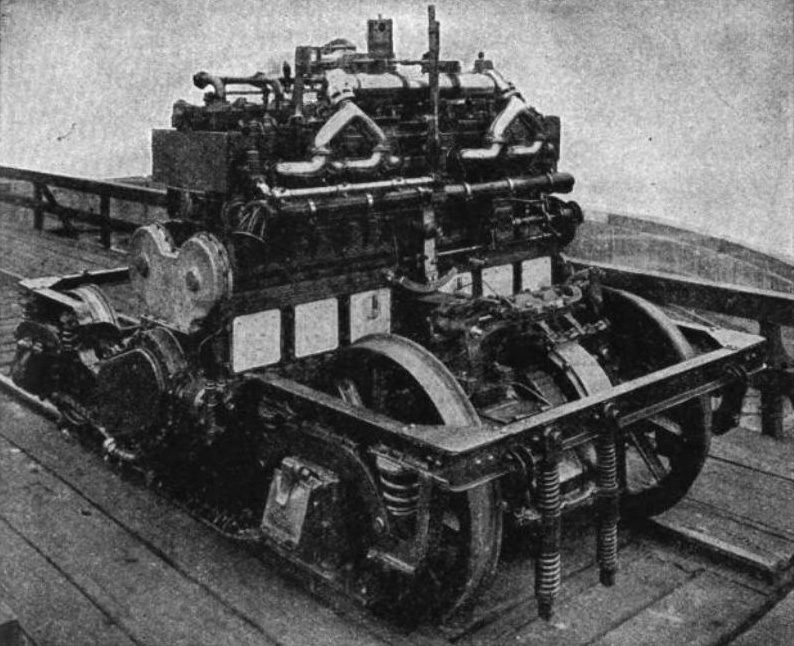
Triebdrehgestell des McKeen-Triebwagens mit Verbrennungsmotor
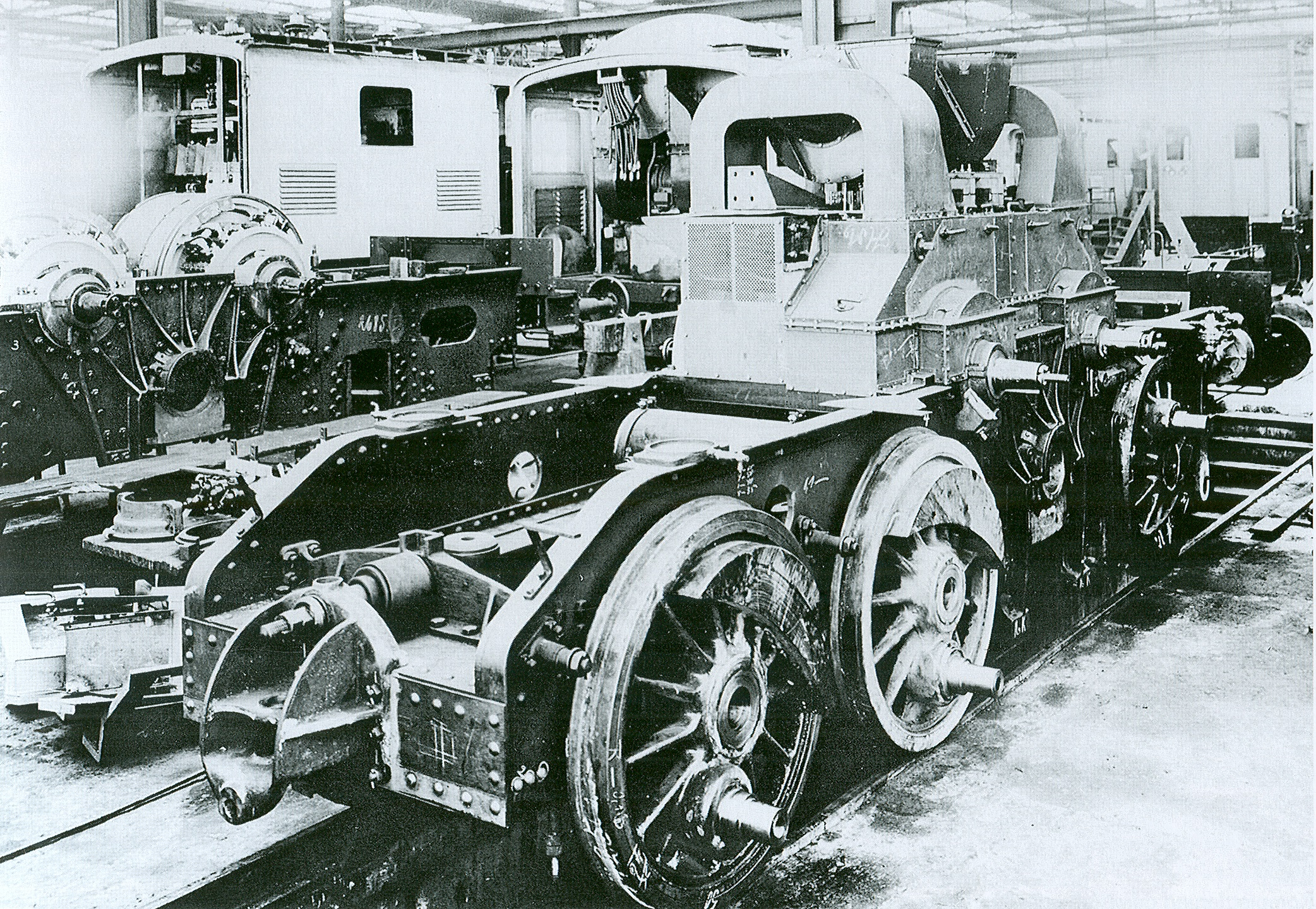
Triebdrehgestell der DR-Baureihe E 91, Werkfoto AEG